# Chlorophytum rangei
Chlorophytum rangei là một loài thực vật có hoa trong họ Măng tây. Loài này được (Engl. & K.Krause) Nordal mô tả khoa học đầu tiên năm 1993.